# Carl Gustaf Ramsay

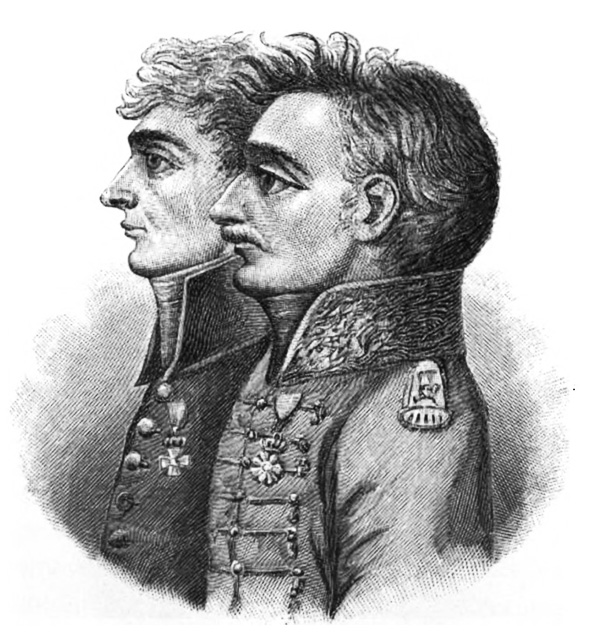
Anders Wilhelm och Carl Gustaf Ramsay.

Carl Gustaf Ramsay, född den 17 januari 1783 på Jackarby, Borgå, Finland, död den 14 juli 1808, var en finsk militär och målare, han var son till Otto Wilhelm Ramsay och Sofia Lovisa Ramsay, bror till Anders Wilhelm Ramsay. 
Ramsay genomgick Krigsakademien på Karlberg och blev 1800 fänrik vid Änkedrottningens livregemente. Därifrån förflyttades han 1801 till Nylands dragonregemente som  kornett, där han 1805 blev premiärlöjtnant. Under 1808 års krig tjänstgjorde han som brigadadjutant först under Adlercreutz, sedermera under von Döbeln. Jämte von Hertzen och Björnstierna ledde han vid Siikajoki anfallet emot fiendens center, vilket avgjorde slaget. Han föll vid Lappo. Modern lät föra båda sönernas lik till familjegraven i Borgå och slå en medalj till deras minne, vilket hon på ett ännu vackrare sätt hedrade genom sin rörande saknad. Geijer och Runeberg (i "Främlingens syn") har besjungit bröderna Ramsay. Som konstnär målade han landskapsmotiv och medverkade i Konstakademiens utställning 1808.